# ショータ・ハバレーリ
ショータ・ハバレーリ（グルジア語: შოთა ხაბარელი ラテン語: Shota Khabareli、1958年12月26日 - ）ソ連のグルジア・シダカルトリ出身の柔道家。身長178 cm。
モスクワオリンピック金メダリスト。ジョージア（日本での旧称グルジア）の格闘技であるチダオバで使われているガダブレバ(横崩し)という技を、柔道のルールに合うように改良したというハバレリ（のちの帯取返）という技を盛んに使っていた選手である。

## 概要
グルジア国立大学体育学部卒。1977年に代表メンバーに選出される。1979年のヨーロッパ柔道選手権大会で銀メダル。勢いに乗ってオリンピックで金メダルを獲得した。
その後も国際大会で何度か優勝したもののロサンゼルスオリンピックではソ連代表がボイコットをしたため出場できず涙をのんだ。1986年2月の大会を最後に現役を引退。一時期はジョージア代表監督を務めていた。

## 主な戦績
- 1978年 - ポーランド国際　優勝
- 1979年 - ハンガリー国際　優勝
- 1979年 - ヨーロッパ選手権　2位
- 1980年 - モスクワオリンピック　優勝
- 1981年 - ソ連国際　2位
- 1981年 - 東ドイツ国際　2位
- 1981年 - ヨーロッパ選手権　3位
- 1982年 - ソ連国際　3位
- 1982年 - ヨーロッパ選手権　2位
- 1982年 - 嘉納杯　3位
- 1983年 - チェコ国際　3位
- 1983年 - ヨーロッパ選手権　3位
- 1983年 - 世界選手権　3位
- 1984年 - ソ連国際　優勝
- 1984年 - オランダ国際　優勝
- 1985年 - ソ連国際　3位
- 1985年 - ハンガリー国際　2位
- 1986年 - ソ連国際　優勝